# Rimboval
Rimboval település Franciaországban, Pas-de-Calais megyében. Lakosainak száma 184 fő (2022. január 1.). Rimboval Herly, Embry, Créquy és Saint-Michel-sous-Bois községekkel határos.

## Népesség
A település népessége az elmúlt években az alábbi módon változott:
| Lakosok száma | 149  | 142  | 141  | 142  | 156  | 169  | 182  | 183  | 184  |
|               | 2013 | 2015 | 2016 | 2017 | 2018 | 2019 | 2020 | 2021 | 2022 |